# گیلیاد (نبراسکا)
گیلیاد(به انگلیسی: Gilead) شهری در ایالت نبراسکا کشور ایالات متحده آمریکا است که جمعیت آن در سرشماری سال ۲۰۱۰ میلادی، ۳۹ نفر بوده‌است.